# Stickspånstil

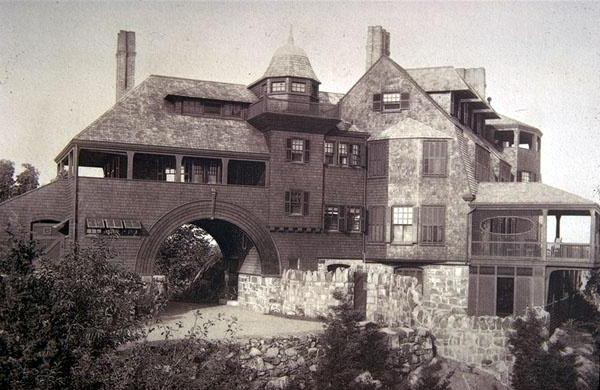
"Kragsyde", Manchester-by-the-Sea, Massachusetts (1883–1885, rivet 1929), av Peabody and Stearns

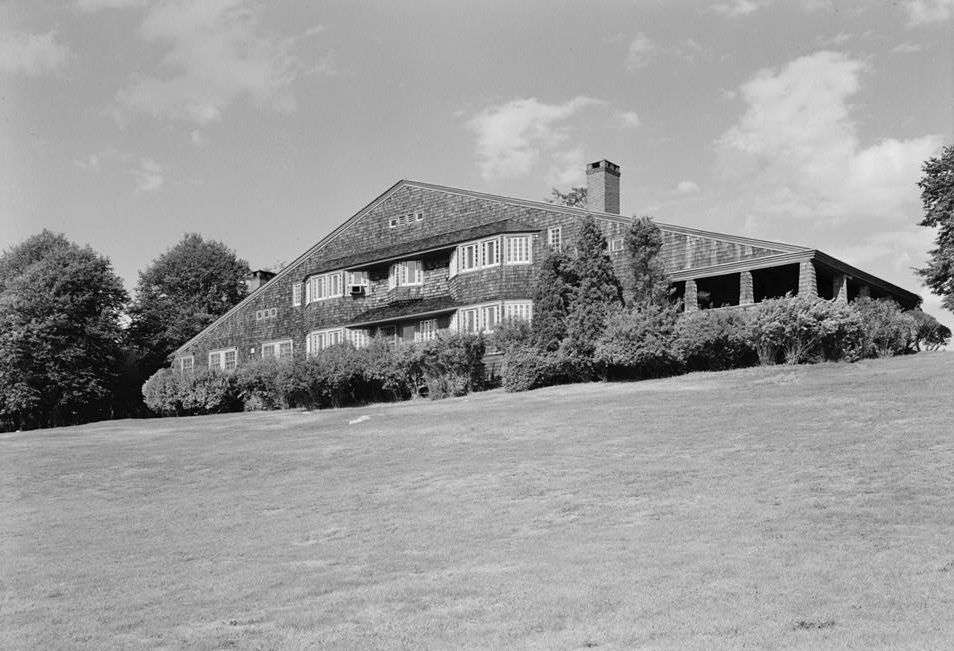
"William G. Low House", Bristol, Rhode Island (1886–1887, rivet 1962) av arkitektfirman McKim, Mead & White

Stickspånstil (engelska: shingle style) är en amerikansk arkitekturstil. I denna kombinerades inflytande från Storbritannien med element från amerikansk kolonial arkitekturstil. Stilen inkluderar de enkla, väggspånsklädda ytorna i byggnader från kolonialtiden.

## Historik
McKim, Mead & White och Peabody and Stearns var två av de kända arkitekturfirmor som gjorde spånstilen populär i samband med uppdrag för storskaliga fritidsbostäder för rika beställare på platser som Newport, Rhode Island och East Hampton längst ut på Long Island. Det mest kända spånstilshuset var "Kragsyde" från 1882 av Peabody and Stearns. Kragsyde byggdes på en klippa vid stranden nära Manchester-By-the-Sea i Massachusetts. "William G. Low House", ritat av McKim, Mead & White och uppfört 1887, 'är ett annat typiskt exempel.
Många av stildragen i amerikansk stickspånstil anammades av formgivaren Gustav Stickley och anpassades till den amerikanska versionen av Arts and Crafts-rörelsen. 
Stilen fick sitt namn, tillsammans med Stick style, av konsthistorikern Vincent Scully i dennes doktorsavhandling från 1949 The Cottage Style.

## Kännetecken
Stickspånstilens arkitekter använde sig av koloniala byggnaders enkla väggspånsklädda fasader liksom husens form, vare sig detta gjordes i de överdrivna gavlarna på McKim Mead and Whites "William D. Low House" eller i de komplicerade volymerna i "Kragsyde". Somliga arkitekter lät cederspånen doppas i gräddmjölk och därefter torkas, för att åstadkomma ett "väderbitet" utseende.

## Bildgalleri

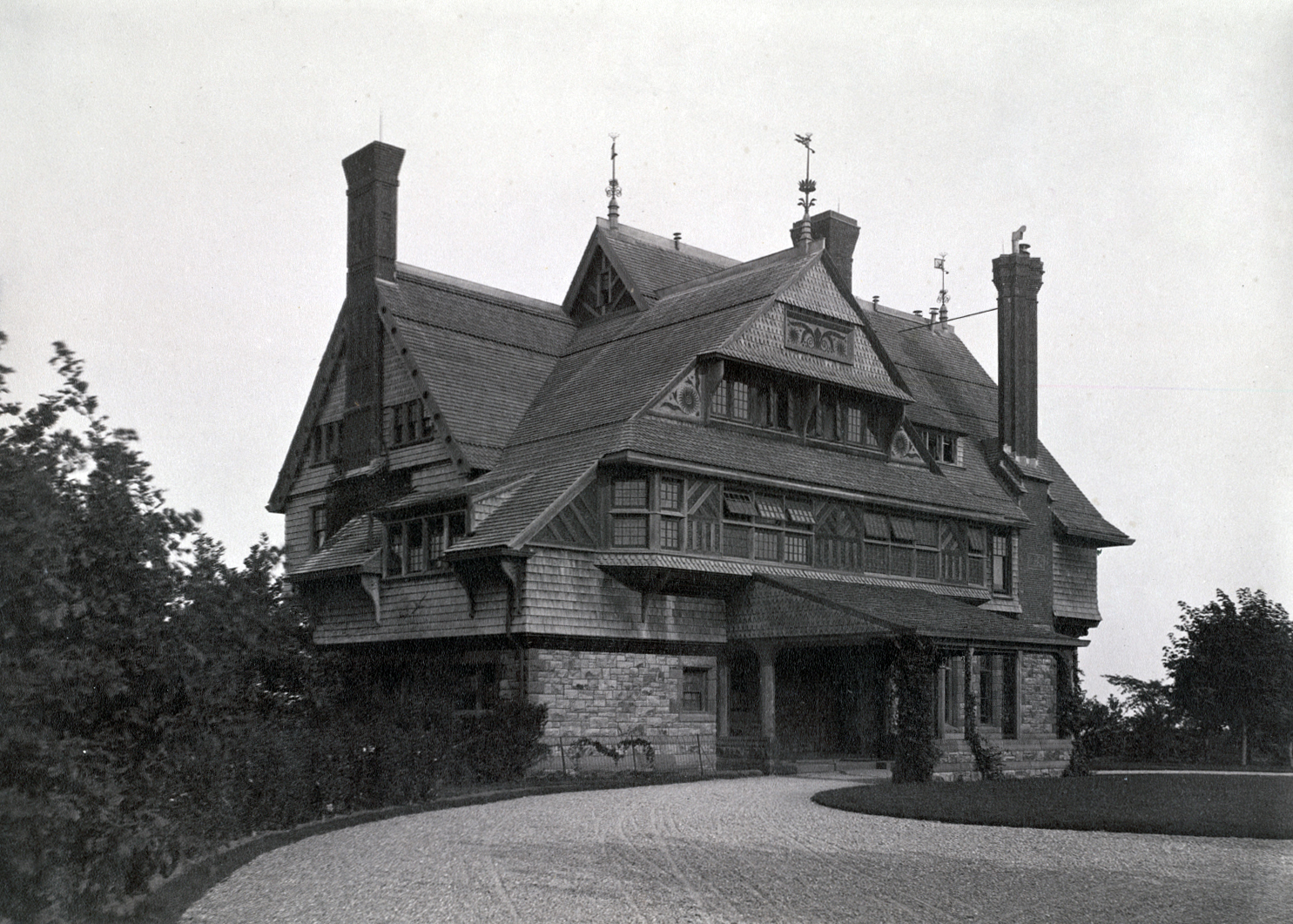
"William Watts Sherman House", Newport, Rhode Island, 1875–1876, av Henry Hobson Richardson.
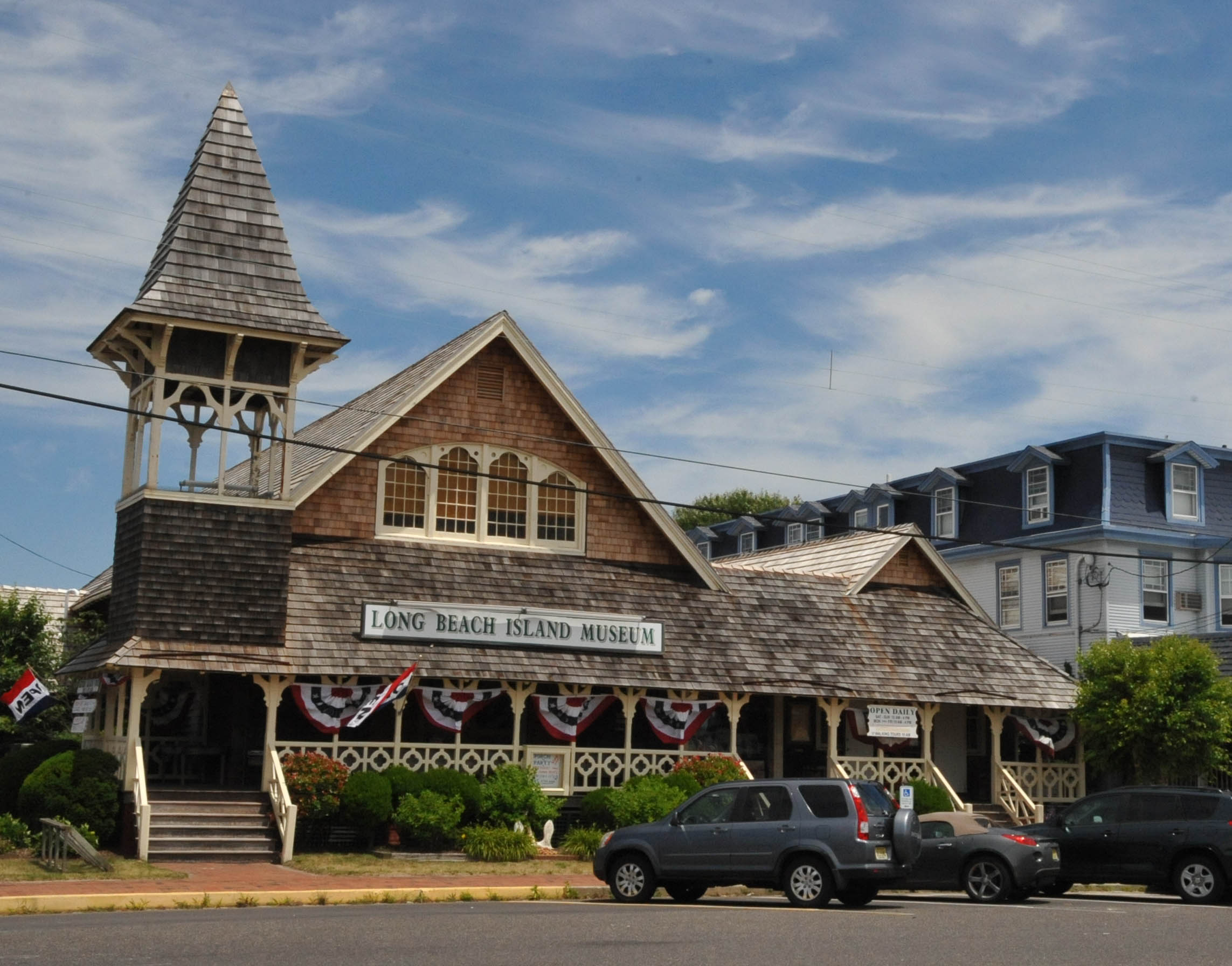
Holy Innocents Episcopal Church, Beach Haven, New Jersey 1881–1882, av Wilson Brothers & Company.
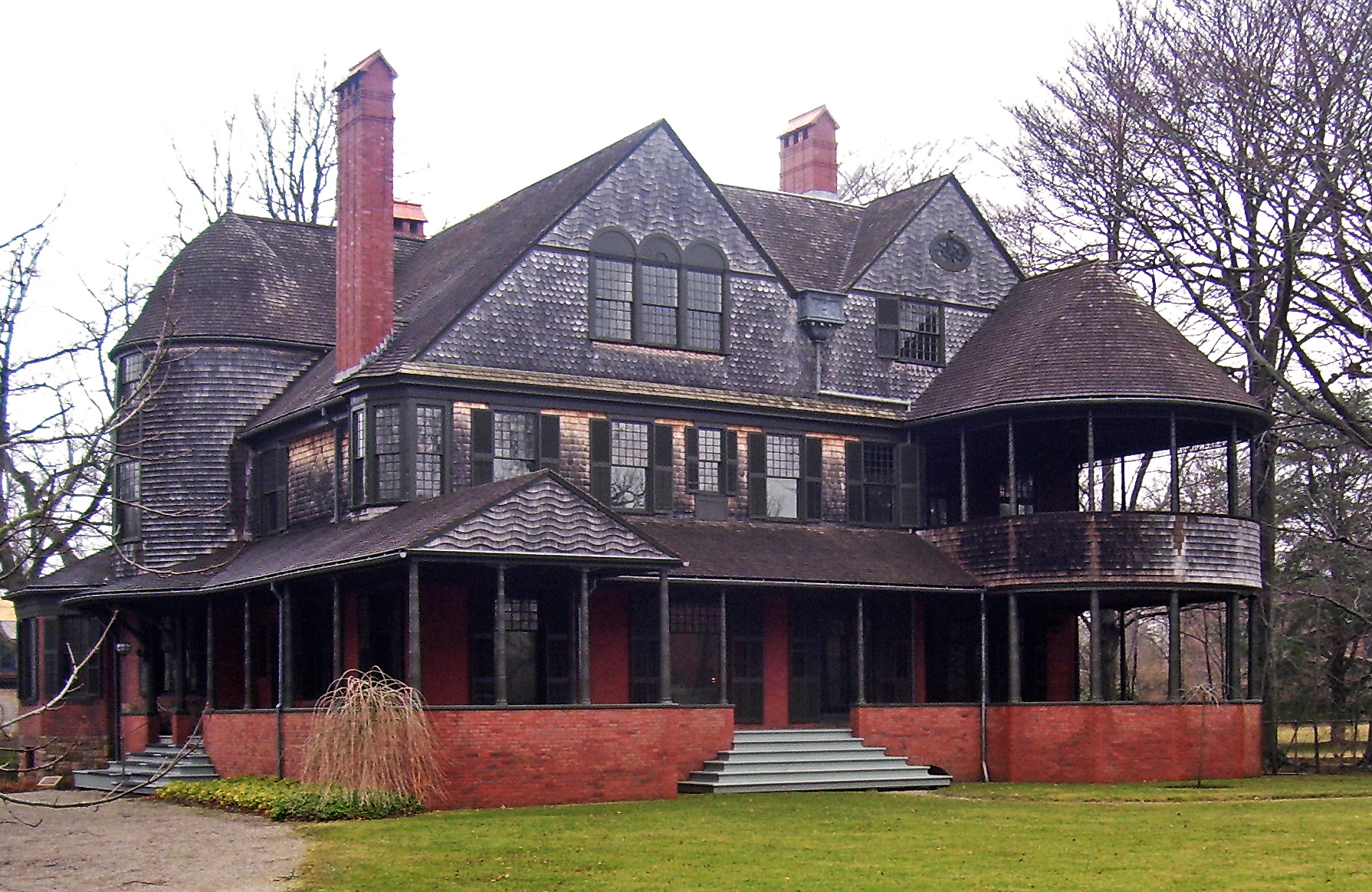
"Isaac Bell House", Newport, Rhode Island, 1882, av McKim, Mead & White.
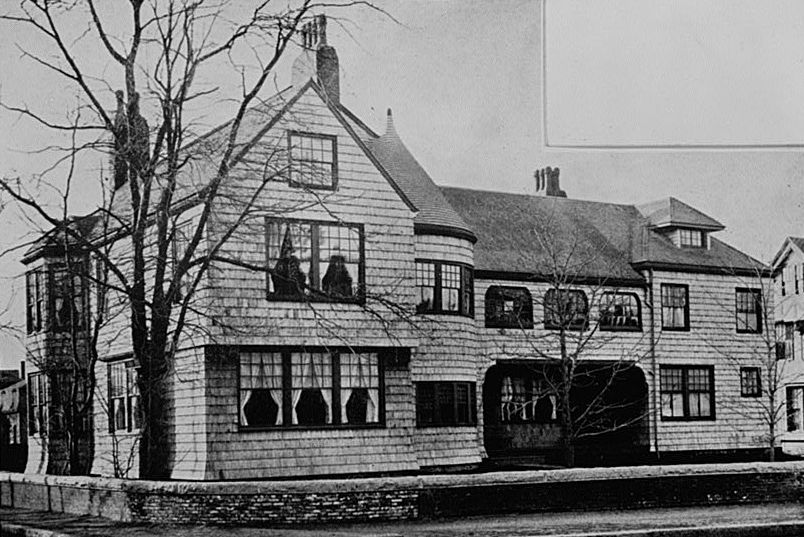
"Mary Fisk Stoughton House", Cambridge, Massachusetts, 1882–1883, av Henry Hobson Richardson.
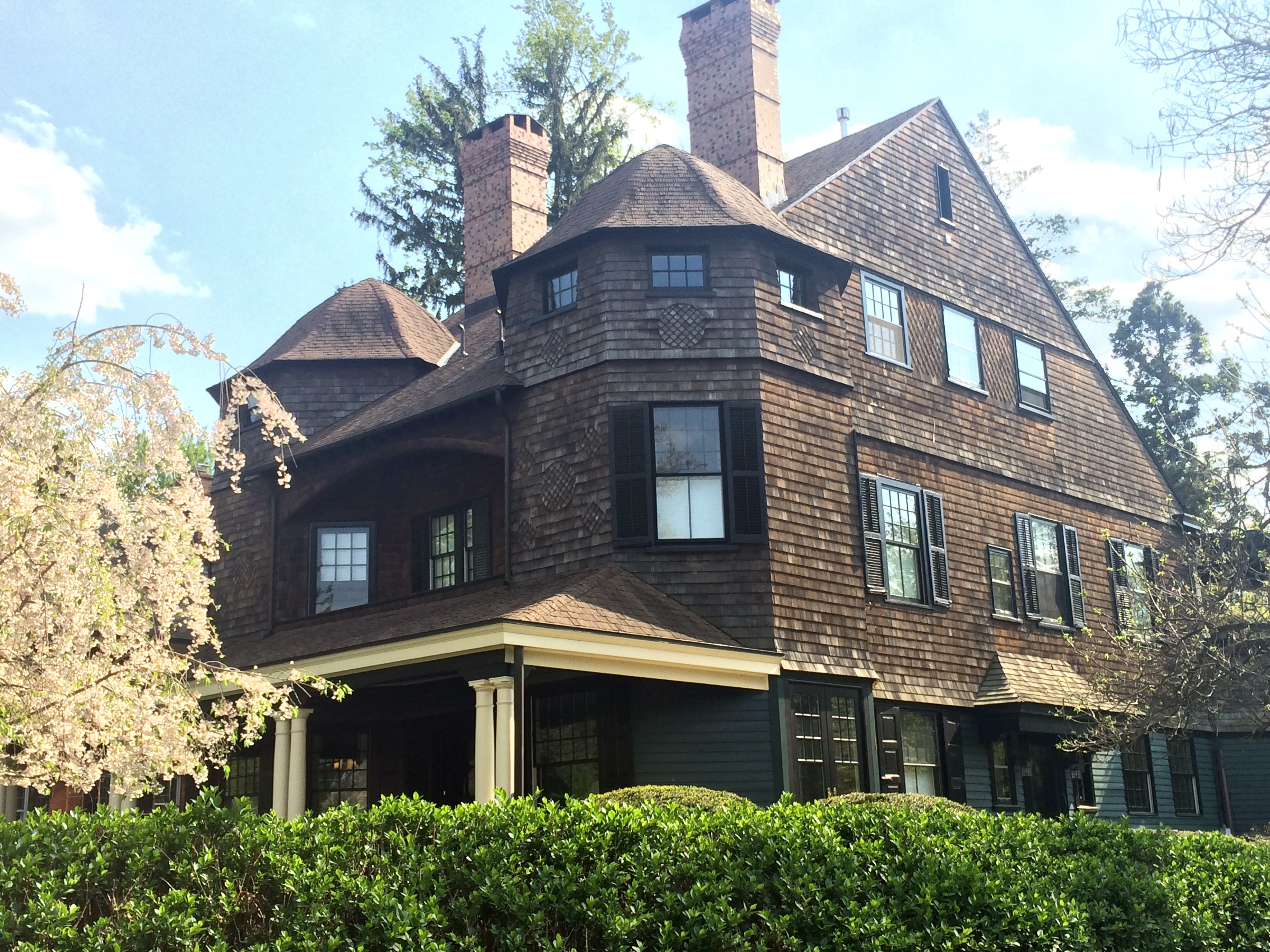
"William Berryman Scott House" i Princeton, New Jersey, 1888, av A. Page Brown.
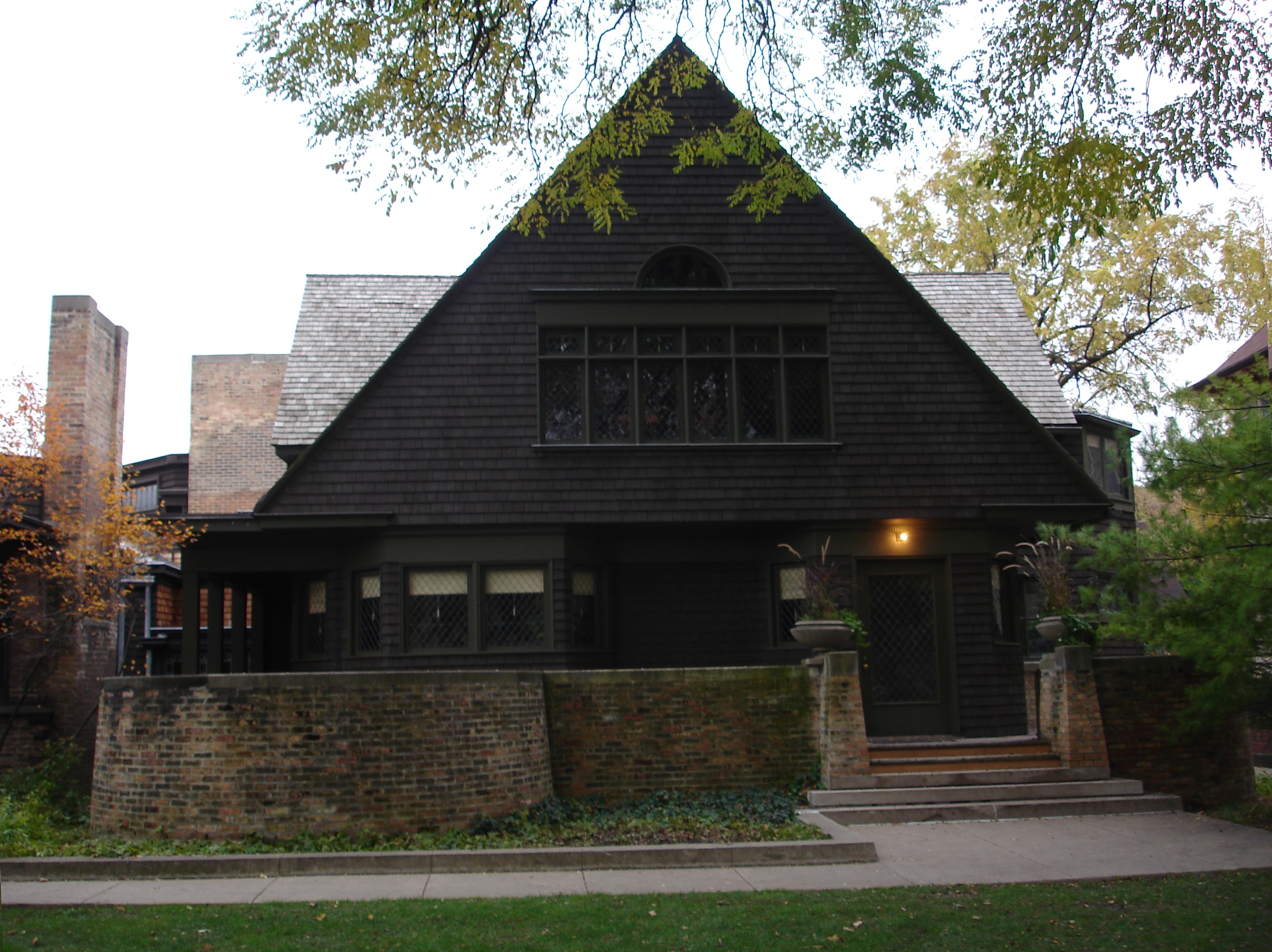
"Frank Lloyd Wright House and Studio", Oak Park, Illinois, 1889, av Frank Lloyd Wright.
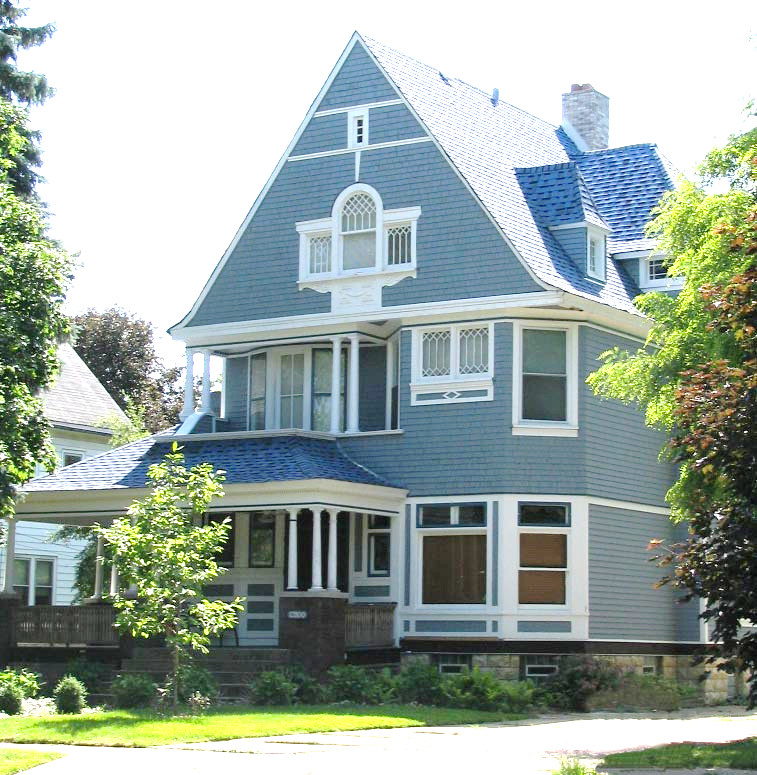
Harry and Stella Massey house, Blue Island, Illinois, 1890, av August Fiedler.